# Kwintet van Stephan
Het Kwintet van Stephan (of HCG 92) is een groep van sterrenstelsels in het sterrenbeeld Pegasus, waarvan vier sterrenstelsels het eerste compacte stelsel vormen. De cluster werd in 1877 ontdekt door Édouard Stephan.
De cluster bestaat uit de sterrenstelsels NGC 7317, NGC 7318A, NGC 7318B, NGC 7319 en NGC 7320C. De afstand is ongeveer 300 miljoen lichtjaar.
NGC 7320, het helderste stelsel linksboven op de afbeelding in de infobox, heeft een veel kleinere roodverschuiving dan de andere stelsels en is een voorgrondobjekt (afstand ongeveer 39 miljoen lichtjaar). 

## Samenstelling van het Kwintet van Stephan
| Naam      | Type         | Rechte klimming (J2000) | Declinatie (J2000) | Roodverschuiving (km/s) | Magnitude |
| --------- | ------------ | ----------------------- | ------------------ | ----------------------- | --------- |
| NGC 7317  | E4           | 22u35m51,9s             | 33° 56' 42"        | 6599 ± 26               | +14,6     |
| NGC 7318A | E2 pec       | 22u35m56,7s             | 33° 57' 56"        | 6630 ± 23               | +14,3     |
| NGC 7318B | SB(s)bc pec  | 22u35m58,4s             | 33° 57' 57"        | 5774 ± 24               | +13,9     |
| NGC 7319  | SB(s)bc pec  | 22u36m03,5s             | 33° 58' 33"        | 6747 ± 7                | +14,1     |
| NGC 7320C | (R)SAB(s)0/a | 22u36m20,4s             | 33° 59' 06"        | 5985 ± 9                | +16,7     |

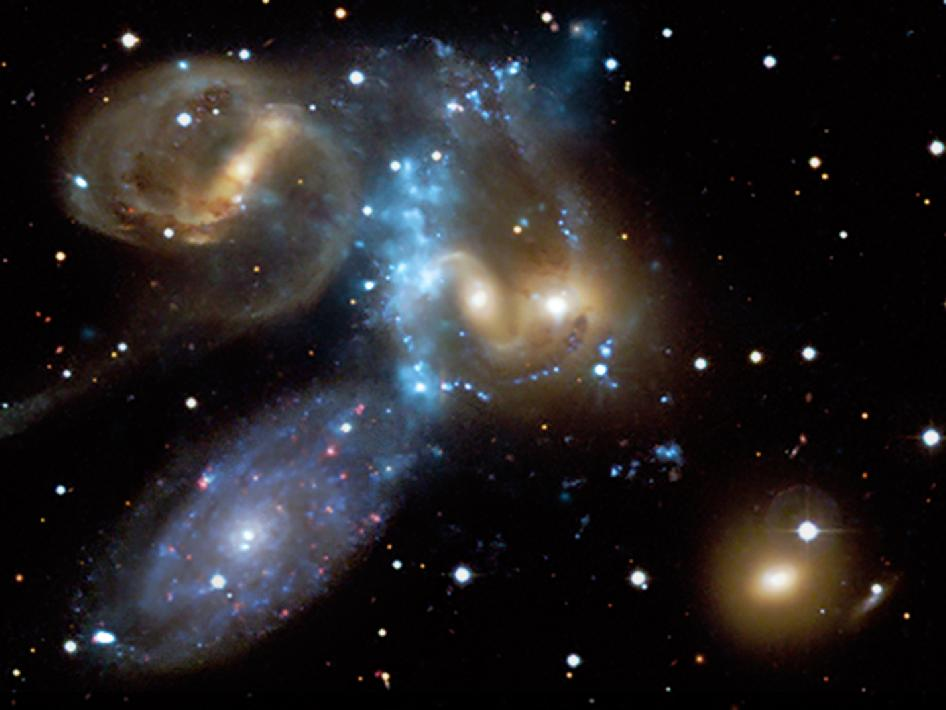
Röntgenstraling (blauw), gemeten door Chandra X-ray Observatory samen met een optische foto (CFHT)
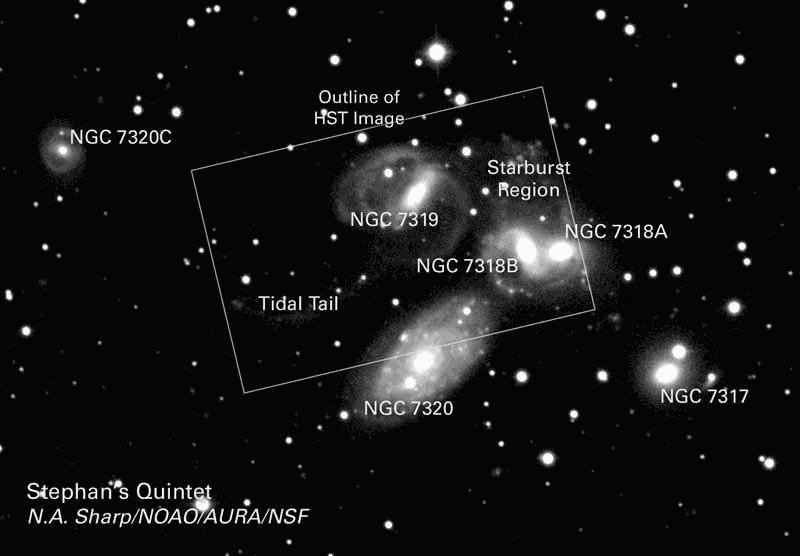